# Platinasvamp
Platinasvamp eller porös platina är en mjuk, porös och svampliknande grå massa med stor katalytisk aktivitet. 
Ren kolloidal platina antänder väte i närvaro av syre eller kolmonoxid. Den används därför som katalysator vid kemiska reaktioner. I många fall använder man av kostnadsskäl hellre järn- eller nickelkatalysatorer istället och platina används endast då inga andra godtagbara alternativ finns. Den katalytiska förmågan minskar kraftigt om platinasvampen kommer i kontakt med arsenik (även i mycket små mängder). Platinasvamp erhålls medelst glödgning av ammoniumklorplatinat(IV).